# Gary Crosby
Gary Evan Crosby (* 15. Juni 1933 in Los Angeles; † 24. August 1995 in Burbank, Kalifornien) war ein US-amerikanischer Schauspieler, der zeitweilig auch als Jazzsänger aktiv war.

## Leben
Der älteste Sohn von Dixie Lee und dem Schauspieler, Sänger und Entertainer Bing Crosby, der nach dessen Freund Gary Cooper benannt worden war, gab sein Spielfilmdebüt bereits im Alter von acht Jahren in Star Spangled Rhythm.
Mit 16 trat er regelmäßig gemeinsam mit seinem Vater in der Radiosendung The Bing Crosby Show auf. Es folgten gemeinsame Schallplattenaufnahmen wie Play a Simple (von Irving Berlin), On Moonlight Bay.
Dennoch war das Verhältnis zwischen Gary Crosby und seinem Vater nicht harmonisch, sondern von steten Spannungen geprägt. Er begann zu trinken und brach mit 21 Jahren sein Studium an der Stanford University ab, um einen Radiovertrag bei CBS anzunehmen. Als er 1956 gerade gemeinsam mit Louis Armstrong auf Tournee in Australien war, erhielt er seinen Einberufungsbescheid und musste in der Nähe von Frankfurt am Main seinen Militärdienst leisten.
1958 erhielt er einen Filmvertrag bei den 20th Century Fox-Studios, wo er anfangs in leichten Komödien wie Blaue Nächte, Ferien für Verliebte und Das gibt’s nur in Amerika ähnlich gelagerte Rollen spielte wie früher sein Vater. Später wurde er auch für dramatische Filme besetzt, wie in Schlacht an der Blutküste (1961), The Right Approach (1961) oder Sprengkommando Ledernacken (1963).
Für kurze Zeit versuchte er, mit seinen Brüdern Dennis, Lindsay und Philip Crosby eine Bühnenshow, der jedoch nur mäßiger Erfolg beschieden war. Zwei der Brüder, Dennis und Lindsay, begingen später Selbstmord.
1962 trat Gary Crosby in Los Angeles als Entertainer auf, wo er seine spätere Ehefrau, die Tänzerin Barbara Corsentino, kennenlernte. Er bekämpfte erfolgreich seine Alkoholprobleme und bekam wieder vermehrt Angebote für Film- und Fernsehproduktionen, so neben Elvis Presley in Girl Happy.
1983 veröffentlichte Gary Crosby seine Autobiographie unter dem Titel Going My Own Way, in der er ein negatives Bild von seinem Vater Bing Crosby zeichnete. Crosbys Söhne aus der ersten Ehe, insbesondere Phil, sowie die Kinder aus der zweiten Ehe distanzierten sich von den Memoiren ihres Bruders beziehungsweise widersprachen vehement den Anschuldigungen. Der Autor der neuesten Biografie über Bing Crosby, Gary Giddins, stellte bei Interviews mit Gary Crosby selbst und anderen Familienmitgliedern und Familienfreunden fest, dass große Teile von Garys Memoiren von Ghostwritern geschrieben wurden und dass die Geschichten von Missbrauch nach Garys eigenem Eingeständnis unglaubwürdig sind.

## Filmografie (Auswahl)
- 1945: Duffy’s Tavern
- 1958: Blaue Nächte (Mardi Gras)
- 1959: Ferien für Verliebte (Holiday for Lovers)
- 1959: Das gibt’s nur in Amerika (A Private’s Affair)
- 1961: Schlacht an der Blutküste (Battle at Bloody Beach)
- 1961: The Right Approach
- 1963: Sprengkommando Ledernacken (Operation Bikini)
- 1965: Girl Happy
- 1965: Morituri
- 1970: Which Way to the Front?
- 1987: The Night Stalker

## Diskographie
- Gary Crosby Big Band, mit Ack und Jerry van Rooyen, Bob Cooper, Bud Shank, Attila Zoller, Gary Peacock und Ruud Pronk (Decca, 1958)